# Bruckner Győző (jogtörténész)
Bruckner Győző (Felsőlövő, 1877. július 27. – Budapest, 1962. április 6.) jogász, jogakadémiai tanár, az MTA tagja (1926–1949).

## Élete és munkássága
Középiskolai tanulmányait a felsőlövői, késmárki és soproni evangélikus líceumban, egyetemi tanulmányait pedig a budapesti, a strassburgi és a párizsi (Sorbonne)[forrás?] egyetem tanári és bölcsészettudományi karán végezte.
1901-1902 között a 23. tábori vadászzászlóaljnál egyéves önkéntes katonai szolgálatot teljesített.
1906-ban vette feleségül Farkas Gizellát, négy gyermekük született.
1914. augusztus 1. és 1918 december 10. között harctéri szolgálatot teljesített, több katonai kitüntetést szerzett.
Tanári pályáját 1902. október 1-jén az eperjesi evangélikus kollégiumban kezdte, majd 1903-tól 1920-ig az iglói evangélikus főgimnáziumban tanított. Itt az iskolai filológiai-történelmi múzeum őre volt. 1910-ben az eperjesi evangélikus jogakadémia magántanára lett.
1914-ben egyetemi magántanári képesítést szerzett és a debreceni egyetem magántanára, majd 1920. szeptember 1-jétől pedig az Eperjesről Miskolcra menekült jogakadémia nyilvános rendes tanára lett. 1926-ban a Magyar Tudományos Akadémia levelező tagjai sorába választotta.
1914-ben hosszabb időn át tanulmányokat folytatott Párizsban, az első világháború után pedig tanulmányutat és levéltári kutatásokat végzett Németországban, Svédországban és Olaszországban, valamint Bécsben, ahol mint a Történelmi Kutató Intézet tagja ugyancsak hosszabb időn át végzett levéltári kutatásokat.
1923-1945 között a miskolci jogakadémia dékánja volt, ez idő alatt teljesen átszervezte és magas tudományos szintre emelte a jogakadémiát.
1925-ben szerkesztésében jelent meg a Confessio Augustana hitvallás négyszázadik évfordulójára kiadott Berzeviczy Emlékkönyv, amely Lipcsében német nyelven is megjelent.
1926-ban elindította és szerkesztette a Miskolci Jogászélet című, első vidéki tudományos jog és államtudományi szakfolyóiratot, valamint a Miskolci Jogakadémia Értekezéseinek Tárát és a Miskolci Jogászélet Könyvtárát.
1941-ben a szegedi egyetemen a szakirodalom művelése és az egyetemi oktatás terén szerzett érdemei elismeréséül megkapta az egyetemi nyilvános rendkívüli tanári címet. Széles körű történeti, jogtörténeti és egyházjogi irodalmi munkásságot fejtett ki.
Mint jogtörténész a magyar jogtörténetírás folklorisztikus irányzataival, főleg a felvidéki városjogok egyes intézményeivel, mellette protestáns egyháztörténettel is foglalkozott.
Nagyban az ő érdeme is, hogy Rákóczi és bujdosótársai hamvaival Thököly Imre hamvai is hazakerültek és melyeket éppen Késmárkon helyeztettek örök pihenőre, mivel cikkeivel ide irányította az illetékes körök figyelmét.

## Emlékezete
- Nevét utca viseli Bábonyibércen.

## Főbb művei
- 1911 Késmárki Kalauz. (tsz. Bruckner Károly)
- A szepesi szász nép (Budapest, 1913, Nemzetiségi Ismertető Könyvtár II.)
- A szepesváraljai 1614 évi zsinat és kánonjai (Nyíregyháza, 1914.)
- Gróf Thököly Imre késmárki udvartatása (Lőcse, 1914.)
- 1922 A Szepesség népe. Budapest.
- A reformáció és ellenreformáció története a Szepességben (Budapest, 1922, I.)
- A Thököly család késmárki magánföldesurasága (Pécs, 1925.)
- Kray Jakab késmárki vértanú szereplése és diplomáciai működése II. Rákóczi Ferenc szolgálatában (Budapest, 1927, Akadémiai székfoglaló.)
- A svéd alkotmány (Miskolc, 1928.)
- Ferenc Ferdinánd trónörökös magyarországi politikai tervei (Miskolc, 1929.)
- 1929/1930 Igló kir. korona- és bányaváros története. In: Iglói Diákalbum. Budapest, 42-81.
- Az 1530. évi augsburgi birodalmi gyűlés. A Confessio Augustana és magyarországi variánsai (Miskolc 1930., valamint német nyelven Lipcsében jelent meg.)
- Felsőmagyarországi evangélikus egyházközségeinek elszakítása és a szlovenszkói evangélikus Egyház alkotmánya (Miskolc, 1930, német nyelven is).
- A középkori partikuláris jogfejlődés és a selmeci városi és bányajog (Miskolc, 1935.)
- A késmárki céhek jog- és művelődéstörténeti jelentősége (Miskolc, 1941.)
- Leitmotive der neuen ungarischen evang. Kirchengesetze 1934-37 (Miskolc, 1940.)
- Lelkészi becsületszék és a Spruchkollégium az evangélikus Egyházjog tükrében (Miskolc, 1942.)
- A miskolci jogakadémia múltja és kultúrmunkássága 1919-1949, (Miskolc, 1996, halála után, 288 lap.)